# Rhamnusium testaceipenne
Rhamnusium testaceipenne là một loài bọ cánh cứng trong họ Cerambycidae.